# Информационна грамотност
Информационна грамотност (ИГ) (на руски: информационная грамотность, Information literacy ) е основната способност за разпознаване на основни уебсайтове за работа, тяхните графични схеми, и начините за работа с тях, възможността да се намери основна информация на тези сайтове, особено ако това са учебни или свързани с работата сайтове, както и основни програми свързани с работата, техните основни и базови функции, и възможността да се създава файл, запаметява работата, извършена на компютъра по време на работа, в някои случаи това описва и способността за намиране на основна информация в онлайн търсачките, особено ако е свързана с работата, което да дава възможност за базова осведоменост относно дадена програма, информация или ресурси, както и способността потребителите да знаят къде да я намерят и използването на тази информация за създаване нова информация (нов файл), която, в най-добрите пожелания на университетите, може да бъде основа за ново студентско знание, но това особено означава и етичното участие на студенти, ученици и работещи по време на работа на компютъра и в комуникациите по време на ученето.
Ако при работата на компютъра или по-късно се създаде база за добра курсова или домашна работа, тази информация придобита чрез ученическа и студентска информационна грамотност, може да бъде основа за нейното ефективно и ефикасно използваване при придобиването на начална интернет култура, което е термин, който се отнася до по-обширни знания, особено за тези, които са специалисти, експерти или професионално работещи в онлайн мрежите и комуникациите.
Информационната грамотност също се дефинира като набор от умения, които са необходими, за да се открие, анализира, помни и използва дадена информация. ИГ е способността към естествен подбор в информационната ера. Информационно грамотните хора знаят как да намерят, оценят и използват информацията ефективно, за да решат даден проблем или за да вземат решение, независимо от това дали информацията идва от компютър, книга, осведомителна агенция, филм или какъвто и да е вид допълнителни ресурси.
С възхода на Интернет и увеличаването на информационните онлайн ресурси, предлагани от образователни уебсайтове, също от големите научни и изследователски библиотеки, за учащи, студенти, преподаватели, учени и изследователи се сблъскват с проблема как селективно и резултатно да използват тези ресурси.
Библиотечните организации и водещи университети в света са разработили програми за ИГ, които са залегнали в акредитационните стандарти на университетите. Все повече университети интегрират информационните знания в отделните дисциплини, като част от съответния курс. Така конкретните нужди на студенти и преподаватели се посрещат от конкретно разработени програми и съответните информационни ресурси. А така също се осигурява непрекъснатост на обучението и възможност за актуализиране на учебните програми.
Информационните ресурси се разрастват неимоверно в последните години и става все по-трудно за хората да се ориентират в тях, поради което ИГ и нейното преподаване са изключително важни. Google и други търсачки и онлайн бази, лесно достъпни за студентите, налагат промяна в информационното обслужване. Повечето изследователски търсения на студентите започват и завършват с Google.
Сега, когато курсовете за Информационната грамотност е станала част от програмата на много учебни институции, за общността е необходимо библиотеките да бъдат способни да предоставят информационно образование в много формати, включително дистанционно обучение.

## Виж още
- Информационна култура